# Rafał Gan-Ganowicz
Rafał Gan-Ganowicz (23 avril 1932 à Wawer – 22 novembre 2002 à Lublin) était un mercenaire polonais.

## Jeunesse
Rafał Gan-Ganowicz est né à Varsovie le 23 avril 1932. Son père a servi dans la légion étrangère pendant un temps, puis a voyagé en Argentine pour des raisons financières, avant de retourner en Pologne. Sa mère a été tuée par l'armée nazie durant l'invasion de la Pologne. Par la suite, son père est mort durant l’Insurrection de Varsovie. 
En tant qu'adolescent et orphelin dans une Pologne d'après guerre, Gan-Ganowicz s'est engagé dans la résistance anti-communiste en diffusant des dépliants et des messages.
En juin 1950, il s'est échappé à Berlin Ouest, puis quelques mois plus tard en France. Il a été entraîné dans une école militaire de l'OTAN et a reçu le rang de sous-lieutenant du Général Władysław Anders.

## Années de mercenariat
En 1965, alors qu'il vivait à Bruxelles, Gan-Ganowicz est recruté comme mercenaire pour servir le régime de Mobutu durant la crise congolaise. Il a commandé son propre bataillon qui comprenait plusieurs soldats polonais combattant la rébellion nationaliste et anti-mobutiste. 
En 1967, il est recruté par l'Arabie saoudite pour entrainer au Yémen des groupes de mercenaires qui combattaient des rebelles communistes et anti-saoudiens soutenus par l'URSS. Il aurait selon lui, durant ce contrat, notamment abattu un avion MIG piloté par un des dirigeants militaires de l'opposition communiste au Yémen, détruit un convoi ferroviaire soviétique dans une embuscade et détruit une ambassade soviétique à l'aide d'un mortier.